# Laura Wright
 (septembre 2015).
Si vous disposez d'ouvrages ou d'articles de référence ou si vous connaissez des sites web de qualité traitant du thème abordé ici, merci de compléter l'article en donnant les références utiles à sa vérifiabilité et en les liant à la section « Notes et références ».
Pour les articles homonymes, voir Wright.
Laura Kathryn Wright, née le 17 juin 1990 à Framsden dans le Suffolk en Angleterre est une soprano colorature anglaise.

## Biographie
Laura Wright est née dans le Suffolk en Angleterre. Son père est Paul Wright, conseiller financier et sa mère Caroline, artiste et conférencière. Laura et sa famille ont grandi à Framlingham dans le Suffolk. Elle a remporté des bourses pour entrer à la Framlingham College, avec ses trois frères.

## Discographie

### Solo (albums)
- 2011 : The Last Rose (UK Albums Chart #24)
- 2012 : Glorious (UK Albums Chart #52)
- 2014 : The Sound Of Strength EP

### Avec All Angels (albums)
- 2009 : Fly Away
- 2007 : Into Paradise
- 2006 : All Angels